# Ramularia arenariae
Ramularia arenariae är en svampart som beskrevs av A.L. Sm. & Ramsb. 1914. Ramularia arenariae ingår i släktet Ramularia och familjen Mycosphaerellaceae.   Inga underarter finns listade i Catalogue of Life.